# Carl Brown
Carl Danell Brown (Detroit, 30 aprile 1968) è un ex cestista statunitense, professionista in Germania.

## Palmarès
- Coppa di Germania: 2

TV Germania Trier: 1998, 2001